# 丸一
丸一株式会社（まるいち、Maruichi Corporation.）は、大阪府大阪市中央区に本社を置く、主に家庭用水回り製品の開発・製造・販売をおこなう企業である。

## 会社概要
主に排水トラップを中心とした、家庭用水回り製品の製造販売から排水システムの開発まで専門におこなう。元々工業用ゴムの製造メーカーとしてスタートしているため、防水関連の分野での知名度はつとに高い。
同社の排水トラップはその機能性の高さから、TOTOなど国内各社が販売するシステムキッチンなどに採用されており、また「Maru Trap（マルトラップ）」として商標登録されてもいる。
これまで一般的知名度が皆無に等しかったことから、現在同社では、関西を中心にJR大阪駅改札口近くやJR新大阪駅の構内などに大型の電照掲示板を設置し、知名度の向上に乗り出している。